# Parc Duboce
Le parc Duboce (en anglais : Duboce Park) est un petit parc urbain situé entre les quartiers de Duboce Triangle (en) et de Lower Haight (en) à San Francisco, en Californie.
Le parc mesure moins d'un pâté de maisons du nord au sud et deux pâtés de maisons d'ouest en est. Sa limite ouest est Scott Street et sa limite est est Steiner Street. Le parc fait partie du Duboce Park Landmark District (en).
La ligne N Judah (en) du métro léger de San Francisco longe Duboce Avenuee, qui forme la limite sud du parc. À ce titre, le parc est desservi directement par la station Duboce et Noe (en).